# Aleš Šteger
Aleš Šteger, slovenski pesnik, pisatelj, prevajalec, urednik, * 31. maj 1973, Ptuj. Študiral je primerjalno književnost (diplomiral leta 2003) in nemščino na filozofski fakulteti v Ljubljani. Je soustanovitelj in programski direktor založbe Beletrina. Je eden od ustanoviteljev Dnevov poezije in vina  in v letih od 1996 do 2004 ter 2014-2022 tudi njegov programski vodja. Je osnovalec mednarodne pesniške platforme Versopolis.
Štegrove pesniške zbirke in romani so prevedeni v več kot 20 jezikov in objavljeni v revijah, kot so The New Yorker, Süddeutsche Zeitung, Lettre International in Boston Review. Pogosto deluje tudi interdisciplinarno z drugimi umetniki.
Šteger velja za iskalca novih možnosti v literaturi. Vsako njegovo knjigo zaznamujejo svojstven pristop, koncept in ton jezika. Pisanje je, kot pravi, "nenehno iskanje neznanega".
Njegova poezija je kmalu po izidu prvih knjig poezije postala znana tudi zunaj domovine. Sledili so potopisi, romani in eksperimentalno pisanje (projekt Na kraju zapisano 2012-2024).

## Posebni projekti in sodelovanja z drugimi umetniki:
Šteger že več let nastopa skupaj s harmonikarjem Juretom Torijem, s katerim sta ustvarila poetični ritual in "zgodovinski kabaret" o Aleševem dedku Matiji Zorecu v času druge svetovne vojne Moja vojna harmonika, ki je v režiji Jerneja Lorencija bil premierno izveden 6.1.2023 v produkciji Cankarjevega doma.
Sodeloval je z glasbeniki in skladatelji, predvsem z Vitom Žurajem, za katerega je napisal libreto za skladbo der Verwandler/Alchemist, ki je bila premierno izvedena v okviru festivala Eclat v Stuttgartu, Nemčija, 2019.
Sodeloval je pri scenariju za dokumentarni celovečerni film Brezmejno / Beyound Boundaries (2016) režiserja Petra Zacha.
Aleš je sodeloval s slikarjem Dušanom Fišerjem (projekt V tvari), fotografom Stojanom Kerblerjem (knjiga Kaj sem videl na Ptuju in drugod) in številnimi drugimi vizualnimi umetniki. Leta 2017 je bil kot pesnik povabljen, da ustvari vizualno umetniško delo za mednarodni Kochi Missouri Biennale v Indiji. Njegova stvaritev, 14 metrov visoka piramida z notranjim labirintom in zvočno instalacijo pesmi o izgnanstvu, je kmalu postala eden od vrhuncev bienala. 

## Kot urednik in prevajalec
Skupaj z Matthiasom Göritzem in Amalijo Maček je uredil antologijo sodobne slovenske poezije: Mein Nachbar auf der Wolke, Hanser, München, 2023.
Uredil je izbrane pesmi Edvarda Kocbeka, Gregorja Strniše, Daneta Zajca, Tomaža Šalamuna in Nika Grafenauerja, ob katerih je napisal tudi obsežne spremne študije. Skupaj z Jernejo Katona Zajc je sestavil knjigo V besedah, izbor pesmi in odlomkov iz besedil Daneta Zajca.
Ob izdaji šestih posthumnih knjig Tomaža Šalamuna, ki so izšle pod naslovom Jutro (Beletrina, 2018), je objavil 70 strani dolg pogovor s pesnikom in prijateljem, del tega, kar sta Aleš in Tomaž načrtovala kot skupni projekt, ki pa ni bil nikoli dokončan.
Kot prevajalec Aleš prevaja iz nemščine in španščine, med drugim je prevedel knjige Gottfrieda Benna (Doppelleben), Ingeborg Bachmann (Izbrane pesmi), Césarja Valleja (Poemas humanos), Walterja Benjamina (Berliner Kindheit um 1900) in Olge Orozco (Izbrane pesmi).
Poročen je z antropologinjo Majo Petrović-Šteger. Imata sina.

## Poezija
- Šahovnice ur, 1995

- Kašmir, 1997

- Protuberance, 2002

- Knjiga reči, 2005

- Knjiga teles, 2010

- Nad nebom pod zemljo, 2015

- Pričevanje, 2021

- Svet je vmes, 2022

## Proza
- Včasih je januar sredi poletja, potopisni roman, 1997

- Berlin, kratka proza, 2007

- Odpusti, roman, 2014

- Kurent, mladinski roman 2015

- Neverend, roman, 2017

- Bogovi se nam smejijo, 6 novel, 2022
- Ogenj, roman, 2025 (po motivih iz življenjske zgodbe Štefke Cobelj na osnovi arhivskih dokumentov in pričevanj o življenjski zgodbi Ptujčanke, partizanke, kasnejše predstavnice jugoslovanske vlade po svetu, kustosinje in muzejske direktorice)

## Eseji
- S prsti in peto, 2009

- Gebrauchanweisung Slowenien (v nemščini), 2022

- Na kraju zapisano (1-10), 2023
- Slovenia (prev. Jason Blake), 2024

## Slovenske nagrade in priznanja:
- Nagrada Slovenskega knjižnega sejma za knjižni prvenec zadnjih dveh let 1996
- Veronikina nagrada 1998 za pesniško zbirko Kašmir
- Rožančeva nagrada 2007 za knjigo Berlin
- Velika oljenka Mestne občine Ptuj 2017
- Nagrada Krilata želva za najboljši potopis leta 2018 za Na kraju zapisano
- Pretnarjeva nagrada 2021.

## Mednarodne nagrade in štipendije:
- pisateljska štipendija v Akademie Schloss Solitude, Stuttgart, 2001
- štipendija Abraham Woursell Foundation, New York, 2002
- štipendija DAAD Kuenstlerprogramm, Berlin 2004
- mednarodna pesniška nagrada Pesniško žezlo 2006 (podeljuje Društvo pisateljev Makedonije)
- štipendija Unabhaengiges Literaturhaus Niederoesterreich, Krems 2007
- štipendija Recollets Paris, 2009
- nagrada BTBA (Best translated book award), ZDA, 2011 za prevod The Book of Things
- nagrada AATSEL (American Association of Teachers of Slavic and East European Languages) za najboljši prevod literarnega dela iz slovanskih jezikov v angleščino 2011 za The Book of Things
- naziv »chavalier de l'ordre des arts et des lettres«, ki ga podeljuje Minister za kulturo republike Francije
- štipendija Argauer Literaturhaus Lenzburg, Švica 2013
- redni član Akademie der Künste, Berlin, 2014 dalje
- pisateljska štipendija Marguarite Yourcenar, Baulleuile, Francija, 2015
- mednarodna nagrada Horst Bienek Bavarske akademije umetnosti za pesniški opus 2016
- redni član Deutsche Akademie für Sprache und Dichtung (Nemške akademije za jezik in pesništvo), 2017 dalje
- dopisni član Bayrische Akademie der schönen Künste, 2019 dalje
- dopisni član Academy of Sciences and Literature Mainz, 2019 dalje
- pisateljska štipendija Landis & Gyr Stiftung, Zug, Švica, 2020
- mednarodna nagrada mesta Zug Spycher 2022 za nemški prevod romana Neverend
- nagrada Alfreda Kolleritscha mesta Gradec 2021, Avstrija, za zasluge na prodročju literature
- nagrada ITB berlinske turistične borze 2023 za knjigo esejev o Sloveniji Gebrauchsanweisung für Slowenien (napisano izvirno v nemškem jeziku)
- mednarodna pesniška nagrada Nuevo Siglo de Oro, Mehika, 2023 za pesniški opus

## Samostojni knjižni prevodi avtorja
- 1996 Solitude, University of Tennessee at Chattanooga, USA (angleščina)
- 2000 Kašmir, Drewo a srd, Bratislava, Slovak Rep. (slovaščina)
- 2001 Kaschmir, Edition Korrespondenzen, Wien, Austrija (nemščina)
- 2001 Regreso a casa, Beletrina, Ljubljana (špamščina)
- 2002 Leden je nĕkdy uprostřed léta, Vetrny Mlyny, Brno, Chech Rep (češčina)
- 2003 Protuberance, Drevo a srd, Bratislava, Slovak Rep. (slovaščina)
- 2003 Protuberance, Meandar, Zagreb, Croatia (hrvaščina)
- 2003 Protuberance, PAN, Sofia, Bulgaria (bolgarščina)
- 2005 Protuberancias, Ediciones Arlequín, Guadalajara, Mexico (španščina)
- 2005 Poezija Apsimoka, Vario Burnos, Vilnius, Lithuania (litvanščina)
- 2006 Protuberancia, Veszprem, Szeged, Hungary (madžarščina)
- 2006 Buch der Dinge, Suhrkamp, Frankfurt a M., Germany (nemščina)
- 2006 Pesme, Društvo pisaca Makedonije, Skopje, Makedonija (makedonščina)
- 2006 Knjiga rijeći, Bosanska rijeć, Tuzla, Bosnia (bosenščina)
- 2006 Libro de las cosas,  Casa de la Poesia, Costa Rica (španščina)
- 2007 Katkad je siječanj usred ljeta, Meandar, Zagreb, Croatia (hrvaščina)
- 2008 Geburt eines Engels, (co-author), Wunderhorn, Mainz, Germany (nemščina)
- 2009 Preussenpark, Suhrkamp, Frankfurt a. M, Germany (nemščina)
- 2009 Berlin, Arhipelag, Beograd, Serbia (srbščina)
- 2009 Berlino, Zandonai, Trento, Italija. (italijanščina)
- 2010 Berlin, Meandar, Zagreb, Hrvaška. (hrvaščina)
- 2010 El Guant, Pen Catala, Barcelona, Španija. (španščina)
- 2010 The Book of Things, BOA Editions, Rochester, ZDA. (angleščina)
- 2010 Aspirin. Poetry East-West, Peking Los Angeles, Kitajska, ZDA. (kitajščina)
- 2011 Ponekogaše Januari srede leto. Blesok, Skopje, Makedonija. (makedonščina)
- 2011 Berlín. Pre-Textos, Valencia, Španija. (španščina)
- 2011 Edinstvanea obumamec na kamčka, Sofia, Bulgarija. (bolgarščina)
- 2011 Der Handschuh, Edition Thanhäusser, Ottensheim, Avstrija (nemščina)
- 2012 Buch der Körper, Schöffling, Frankfurt am Main, Nemčija (nemščina)
- 2012 Odbrani pesmi, Menora, Skopje, Makedonija.(makedonščina)
- 2014 Einsteinov stolp, založba IPPH, Beijing, Kitajska.(kitajščina)
- 2014 Berlin, Vetrny Mlyny, Brno, Češka. (češčina)
- 2015 Berlin, Counterpath, Denver, USA. (angleščina)
- 2015 Libro de los cosas y cuerpos, Ediciones Arlequín, Guadalajara, Mexico. (španščina)
- 2015 Knjiga riječi i stvari, Franktura, Zagreb, Hrvaška (hrvaščina)
- 2016 Archiv der toten Seelen, Schöffling, Frankfurt a M., Nemčija (nemščina)
- 2016 Logbuch der Gegenwart: Taumeln, Haymon, Innsbruck, Avstrija (nemščina)
- 2016 Na kraju zapisano, Arhipelag, Beograd. (srbščina)
- 2016 Essential Baggage, Equipage, Cambridge UK. (angleščina)
- 2017 Absolution,Istros Books, London. (angleščina)
- 2017 Le livre des Choses, Edition Circe, Paris. (francoščina)
- 2017 Odpuštaj, Fraktura, Zagreb. (hrvaščina)
- 2017 Livre des choses, Circe, Paris. (francoščina)
- 2017 Luftigruß, Bohem, Frankfurt am Main. (nemščina)
- 2018 Nunca, nandie en ningun lugar. Circulo de poesia, Ciudad de Mexico. (španščina)
- 2018 Carneval brutal. Ediccion Arlequin, Guadalajara, Mexico. (španščina)
- 2019 Le finestre di Berlino, Bottega Errante, Gorizia. (italijanščina)
- 2019 Berlin, East China Normal University Press, Shanghai. (kitajščina)
- 2019 The Other Side of the Wound. East China Normal University Press. Shanghai (kitajščina)
- 2019 Clear Shadow. Factory Hollow Press. North Amherst, USA. (angleščina)
- 2019 Über dem Himmel unter der Erde. Hanser, München. (nemščina)
- 2019 Prošenje, Видавництво Старого Лева,  Kijev. (ukrajinščina)
- 2019 Logbuch der Gegenwart 2: Aufbrechen. Haymon, Innsbruck. (nemščina)
- 2019  My Body is a Central Committee. The Chinese University of Hong Kong Press, 2019 (kitajščina)
- 2019 Above the Sky beneath the Earth, White Pine Press, Buffalo NY. (angleščina)
- 2019 Le Finestre di Berlino, Bottega Errante Edizioni, Udine. (italijanščina)
- 2020 El libro de las cosas y de los cuerpos, Collecion Sur, Cuba (španščina)
- 2020 Sopra il cielo sotto la terra, Passigli, Firenze. (italijanščina)
- 2021 Odrešenja, KCNS, Novi Sad (srbščina)
- 2021 Tilgivelsens akt, Jensen&Daalgard, Copenhagen (danščina)
- 2021 Vratiće se svet, Povelja, Kraljevo (srbščina)
- 2022 Neverend, Wallstein, Göttingen (nemščina)
- 2022 The Book of Bodies, White Pine Press. Buffalo, NY. (angleščina)
- 2022 Als der Winter verschwand, Karl Rauch Verlag, Frankfurt (nemščina)
- 2022 Testimonio, Ciudad Gotica, Buenos Aires (španščina)
- 2022 Slowenien Gebrauchsanweisung, Piper Verlag, Muenchen (nemščina)
- 2022 Burning Tongues, Bloodaxe, London (angleščina)
- 2022 Neverend, Vetrny Mlyny, Brno (češčina)
- 2022 Ötü Ruhlar Arşivi, Mavi Delta Yayinlari (turščina)
- 2022 Księga rzeczy, Biuro Literackie, Varsava (poljščina)
- 2023 Flegomenes raosses, Vakxikon Media, Atene (grščina)
- 2023 Atemprotokolle, Wallstein, Göttingen  (nemščina)
- 2023 Das Lachen der Götter, Wallstein, Göttingen (nemščina)
- 2023 Libro de las cosas y los cuerpos, Valparaiso, Granada (španščina)
- 2023 Testimonio, Circulo de Poesía, Mexico DF (španščina)
- 2023 La sonrisas de los dioses, Ediciones Arlequin, Guadalajara (španščina)
- 2023 Cuentos de una guerra. Gog y Magog, Buenos Aires (španščina)
- 2023  Ono što videh u Ptuju i na drugim mestima, KCNS, Novi Sad (srbščina)

## Vir
1. ↑  Aleš Šteger, Baladni cikel Odisej Gregorja Strniše. Diplomsko delo. (COBISS)
2. ↑  »Beyound Boundaries - Brezmejno«. FilmFreeway (v angleščini). Pridobljeno 11. decembra 2023.
3. ↑  Malavika (5. januar 2017). »'The Pyramid of Exiled Poets' by Aleš Šteger from Kochi Muziris Biennale 2016«. OpenArt India (v ameriški angleščini). Pridobljeno 11. decembra 2023.
4. ↑  »Mein Nachbar auf der Wolke - Bücher - Hanser Literaturverlage«. www.hanser-literaturverlage.de (v nemščini). Pridobljeno 11. decembra 2023.